# 大波蘭地區奧斯特魯夫縣
51°39′N 17°42′E / 51.650°N 17.700°E

大波蘭地區奧斯特魯夫縣（波蘭語：Powiat ostrowski），是波蘭的縣份，位於該國中西部，由大波蘭省負責管轄，首府設於大波蘭地區奧斯特魯夫，面積1,161平方公里，2006年人口158,407，人口密度每平方公里140人。